# Ahasverus Fritsch
Ahasverus Fritsch, född 1629, död 1701. Konsistorialpresident och kansler i Rudolstadt, Thüringen samt universitetslärare. Han finns representerad i danska Psalmebog for Kirke og Hjem och i de svenska psalmböckerna från 1695 till 1937 med originaltexten till minst ett verk (nr 122) Mein Herr Jesu mich erfreut, på svenska publicerad i Jakob Arrheniuss Psalme-Profwer 1691. Melodin tryckt första gången 1697 års koralbok.

## Psalmer
- Jesus allt mitt goda är (1695 nr 274, 1937 nr 122) skriven 1668, översatt av Jakob Arrhenius